# Falco rupicolus
Il gheppio roccia (Falco rupicolus Daudin, 1800) è un rapace appartenenti alla specie del gheppio e alla famiglia dei Falconidae. In precedenza era considerata una sottospecie del gheppio comune (Falco tinnunculus).
Questa specie si trova in Africa, dall'Angola nordoccidentale e nella Repubblica Democratica del Congo meridionale, al sud della Tanzania e dal sud al Sudafrica.